# Thanatology (album)
Thanatology – album studyjny polskiego zespołu deathmetalowego Armagedon. Wydawnictwo ukazało się 2 października 2013 roku nakładem wytwórni muzycznej Mystic Production.

## Lista utworów
Opracowano na podstawie materiału źródłowego.
1. "Soma (Intro)" (muz. Paweł Wysocki, Piotr Pastwa) – 02:08
2. "Helix" (sł. Sławomir Maryniewski, Katarzyna Urbanek, muz. Krzysztof Maryniewski) – 03:41
3. "Vultures" (sł. Sławomir Maryniewski, muz. Krzysztof Maryniewski) – 04:31
4. "Cemeteries" (sł. Sławomir Maryniewski, muz. Krzysztof Maryniewski) – 04:26
5. "Self Destruction" (sł. Sławomir Maryniewski, muz. Krzysztof Maryniewski) – 03:13
6. "Altar of Death" (sł. Sławomir Maryniewski, muz. Krzysztof Maryniewski) – 04:30
7. "Black Seed" (sł. Sławomir Maryniewski, muz. Krzysztof Maryniewski) – 04:31
8. "Corridor" (sł. Sławomir Maryniewski, muz. Krzysztof Maryniewski) – 03:42
9. "Tragic Journey" (sł. Sławomir Maryniewski, muz. Krzysztof Maryniewski) – 04:15

## Twórcy
Opracowano na podstawie materiału źródłowego.
| - Krzysztof Maryniewski – gitara rytmiczna, gitara prowadząca, aranżacje, koncepcja oprawy graficznej - Sławomir Maryniewski – wokal prowadzący - Adam Sierżęga – perkusja, aranżacje - Bartosz Mazur – gitara basowa - Arkadiusz "Malta" Malczewski – inżynieria dźwięku, produkcja muzyczna, miksowanie, mastering |  | - Michał "Xaay" Loran – koncepcja i wykonanie oprawy graficznej - Arkadiusz Kamiński – zdjęcia - Cezary "Cezar" Augustynowicz – gościnnie wokal wspierający (5, 7) - Anna Głogowska-Firlej – gościnnie wokal wspierający (6) - Marek "Spider" Pająk – gościnnie gitara prowadząca (1, 2, 8) |